# Dombóvár alsó vasútállomás
Dombóvár alsó vasútállomás egy Tolna vármegyei vasútállomás, Dombóvár városában, a MÁV üzemeltetésében.
Újdombóvár eszmei község területén feküdt annak felosztása (1946) előtt, eredetileg ezt az állomást nevezték Dombóvár vasútállomásnak.
A belterület déli szélén helyezkedik el, közúti elérését ma a 611-es főútból kiágazó 65 359-es számú mellékút (települési nevén Dózsa György utca / Kossuth Lajos utca / Baross utca / Vasút sor) biztosítja.

## Vasútvonalak
Az állomást az alábbi vasútvonalak érintik:
- Dombóvár–Gyékényes-vasútvonal

## Kapcsolódó állomások
A vasútállomáshoz az alábbi állomások vannak a legközelebb:
- Dombóvár vasútállomás (Dombóvár–Gyékényes-vasútvonal)
- Kapospula megállóhely (Dombóvár–Gyékényes-vasútvonal)
- Csikóstőttős megállóhely (Dombóvár–Bátaszék-vasútvonal)
- Kaposszekcső megállóhely

## Forgalom
| Járat                  | Útvonal | Gyakoriság                                  |
| ---------------------- | --- | ------------------------------------------- |
| személyvonat           | Dombóvár – Dombóvár alsó – Nagyberki – Kaposszentjakab – Kaposvár – Kaposújlak – Kaposmérő – Kaposfő – Kiskorpád – Jákó-Nagybajom – Kutas – Beleg – Ötvöskónyi – Somogyszob – Bolhás – Szenta – Zrínyitelep – Csurgó – Gyékényes (– napi 3 pár tovább: Zákány – Őrtilos – Murakeresztúr – Nagykanizsa) | Kb. 2 óránként                              |
| Helikon InterRégió     | Győr – Győr-Gyárváros – Győrszabadhegy – Gyömöre-Tét – Szerecseny – Vaszar – Pápa – Celldömölk – Jánosháza – Sümeg – Tapolca – Balatonederics – Balatongyörök – Vonyarcvashegy – Gyenesdiás – Keszthely – Balatonszentgyörgy – Balatonberény – Balatonmáriafürdő – Balatonfenyves alsó – Balatonfenyves – Alsóbélatelep – Bélatelep – Fonyód – Lengyeltóti – Öreglak – Somogyvár – Pamuk – Osztopán – Somogyjád – Kapostüskevár – Kaposvár – Dombóvár alsó – Sásd – Szentlőrinc – Pécs | Hétvégén napi 1-2 pár                       |
| Fenyves sebesvonat     | Pécs – Szentlőrinc – Sásd – Dombóvár alsó – Kaposvár – Fonyód – Bélatelep – Alsóbélatelep – Balatonfenyves – Balatonfenyves alsó – Máriahullámtelep – Máriaszőlőtelep – Balatonmáriafürdő – Balatonberény – Balatonszentgyörgy – Keszthely | Nyáron napi 1 pár                           |
| Zágráb Advent Expressz | Csak nemzetközi forgalomban vehető igénybe Zágráb és magyarországi állomások között. Pécs – Szentlőrinc – Dombóvár alsó – Kaposvár – Somogyszob – Gyékényes – Zagreb Glavni kolodvor (Zágráb) | Advent 3. vasárnapja előtti szombaton 1 pár |